# Жёлтый карлик

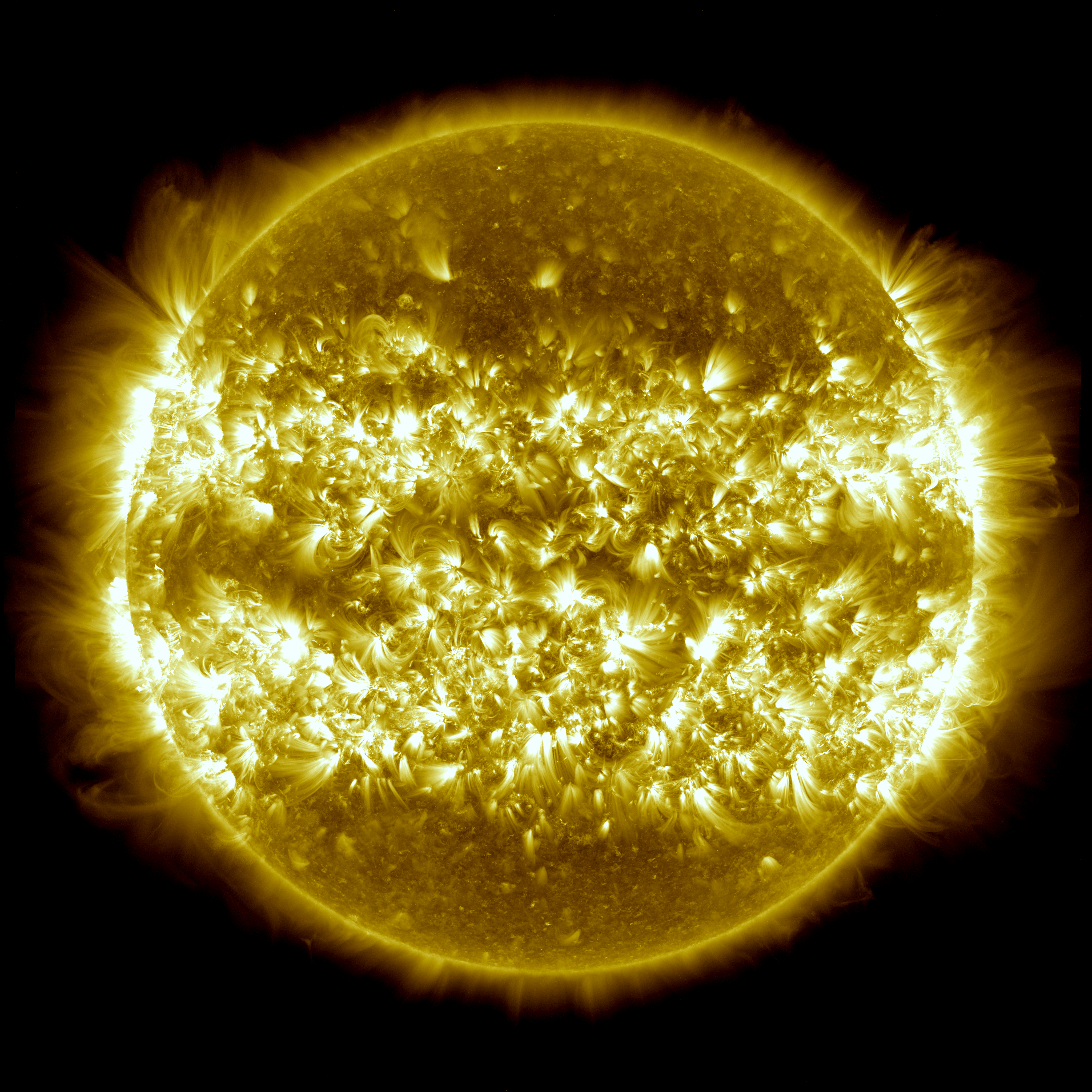
Солнце, типичный пример звезды класса G2V, сфотографированное в рентгеновских лучах

Жёлтый карлик — класс небольших звёзд главной последовательности, имеющих массу от 0,84 до 1,15 массы Солнца и температуру поверхности 5000—6000 K (более горячие звёзды человеком визуально будут восприниматься как голубоватые или голубые).

## Физика жёлтых карликов
Как и у всех звёзд главной последовательности, основным источником энергии у жёлтых карликов является термоядерный синтез гелия из водорода. Самым известным и наиболее изученным жёлтым карликом является Солнце. Вопреки расхожему мнению, что жёлтый карлик жёлтого цвета, возникшему из-за наблюдения за Солнцем, особенно во время заката и рассвета, жёлтые карлики имеют белое свечение. Фотоны коротковолновой части видимого спектра — голубой, синий и фиолетовый — могут лучше рассеиваться, нежели фотоны длинноволновой части видимого спектра — красный, оранжевый и жёлтый. Когда Солнце находится низко над горизонтом, его цвет искажается атмосферой Земли, фиолетовые и синие фотоны рассеиваются полностью, и Солнце выглядит красновато-оранжевым. На высоте около 20° над горизонтом его свечение уже воспринимается как белое. Когда есть дым или иные загрязнения атмосферы, это усиливает эффект и Солнце выглядит красным. Если Солнце стоит высоко в небе, где оно встречает наименьшее количество атмосферных помех, оно будет более «синим». Другие известные звёзды: Тау Кита, Альфа Центавра А, Альфа Северной Короны В, 51 Пегаса.
Температура поверхности жёлтых карликов составляет 5000—6000 K, их спектральные подклассы: G0V—G9V. Характеристика спектра: линии H и K кальция интенсивны. Линия 4226 Ǻ и линия железа довольно интенсивны. Многочисленные линии металлов, линии водорода слабеют к классу K. Интенсивна полоса G.
Время жизни жёлтого карлика составляет в среднем 10 миллиардов лет. После того как истощается запас водорода в ядре звезды, она во много раз увеличивается в размере и превращается в красный гигант. Примером такого типа звёзд может служить Альдебаран. Красный гигант сбрасывает внешние слои газа, образуя тем самым планетарные туманности, а ядро коллапсирует в маленький, но плотный белый карлик.